# Goajiro
Goajiro (o Guajiro en documentos oficiales), es un pueblo agropecuario del occidente falconiano, capital de la parroquia que lleva su nombre ubicada al suroeste del mencionado estado, perteneciente al municipio Buchivacoa, muy cerca de la frontera con el estado Lara, en el país de Venezuela.

## Etimología
Goajiro o Guajiro es el nombre criollo para designar a los pobladores indígenas wayuu. Aparentemente la localidad (cuyo nombre original sería Aracapao) fue designada de esta manera por el general José Aguedo Granadillo en el año de 1906. Existe discrepancia sobre la forma correcta de escribir el nombre en la toponimia venezolana, pero en los documentos oficiales más recientes el nombre de la parroquia aparece escrito como "Guajiro".

## Población
La parroquia Guajiro cuenta con una población de 2205 habitantes, solo un habitante se autodenominó de ascendencia indígena.

## Economía
Goajiro es un pueblo de gran importancia en el ámbito agropecuario, aportando rubros como el maíz,  caraota, además la producción de queso y obtención de carnes ha hecho de esta región pieza esencial para la economía de la zona, siendo las poblaciones de Bariro, Carora, Dabajuro y Maracaibo pilar importante para su desarrollo.

## Turismo
Esta población posee grandes riquezas naturales, poco explotadas a nivel turismo debido a su localización geográfica y mal estado de sus vías. Cabe mencionar que su mayor atractivo por parte de turistas radica en sus fiestas patronales, celebradas los primeros días de agosto de cada año, trayendo consigo visitantes de múltiples regiones de falcón y estados vecinos. no obstante Goajiro posee sitios de gran riqueza natural el cual podemos mencionar:
- Río Socopito.
- Cerro Socopo.
- Río Jordán
- Cascada socopo - socopito.
- Cerro Azul.
- Cerro Cerrón.